# Tadek Marek

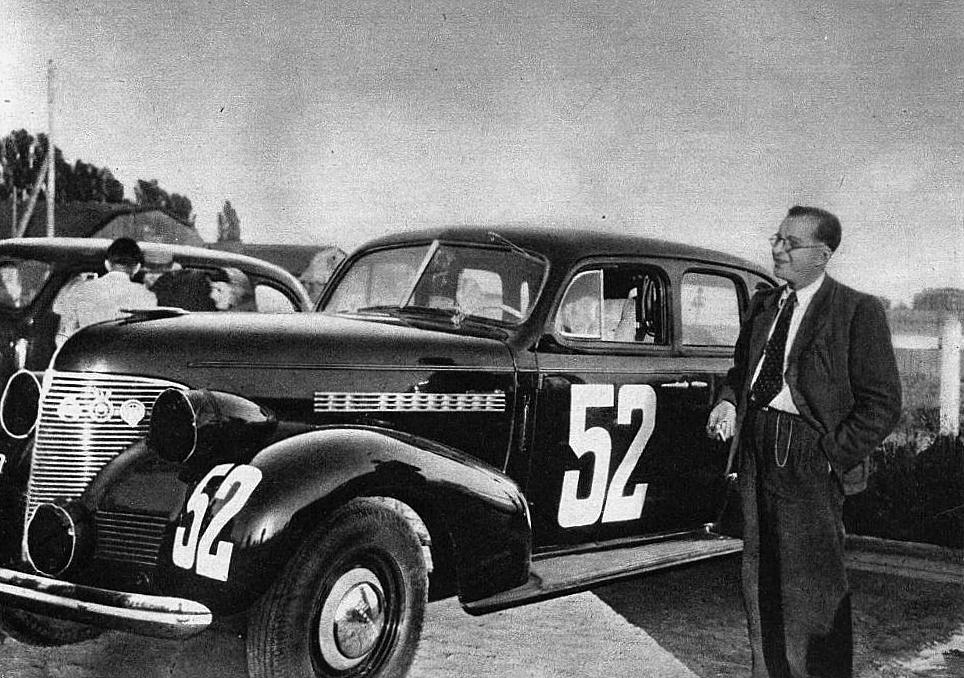
Tadek Marek in 1939

Tadeusz "Tadek" Marek (1908-1982) was een Poolse automobielingenieur, bekend om zijn Aston Martin-motoren.
Marek kwam uit Krakau en studeerde engineering aan de Technische Universität Berlin voordat hij in Polen bij Fiat en General Motors werkte. Ondanks een ernstig raceongeluk in 1928 racete hij in 1937 de Rally van Monte Carlo in een Fiat 1100, gevolgd door een Lancia Aprilia in 1938 en een Opel Olympia in 1939. Met een Chevrolet Master-sedan won hij de XII Rally Poland (1939) voordat hij verhuisde naar Groot-Brittannië in 1940 om zich bij het Poolse leger te voegen. Hij vervoegde de Centurion-tank Meteor engine development (1944), maar keerde terug naar Duitsland en werkte voor de United Nations Relief and Rehabilitation Administration.
In 1949 vervoegde hij de Austin Motor Company en vervoegde uiteindelijk Aston Martin (1954). Hij is opmerkelijk voor zijn werk aan drie motoren, de ontwikkeling van de legering zescilinder rechte motor van de Aston Martin DBR2 racewagen (1956), het herontwerpen van de eerbiedwaardige rechte zescilinder Lagonda (1957) en de ontwikkeling van de Aston Martin V8 (1968).
De Lagonda-motor kreeg een nieuw gietijzeren blok met topzittingen, gebruikt in de DB Mark III die debuteerde in 1957. Na wijzigingen werd de DBR2-motor gebruikt in de DB4 (1958), DB5 (1963), DB6 (1965) en DBS (1967). De V8 verscheen voor het eerst in de DBS V8 in 1969, waarna Aston Martins een deel van de vijf decennia bestuurde voordat hij in 2000 met pensioen ging. In het midden van de jaren zestig werd een prototype geplaatst in een eenmalige DB5-verlengde 4 "na de deuren en bestuurd door Marek persoonlijk, en twee normaal gesproken 6-cilinder Aston Martin DB7s ontvingen het in 1995.
Marek en zijn vrouw verhuisden in 1968 naar Italië, waar hij in 1982 stierf.